# ماساهيرو كاتو
ماساهيرو كاتو (باليابانية: 加藤 正浩) (2 أبريل 1971 في شيزوكا في اليابان – )؛ هو لاعب كرة قدم سابق كان يلعب كلاعب وسط.

## وصلات خارجية
- ماساهيرو كاتو على موقع عالم كرة القدم.نت (الإنجليزية)